# ヤンゴン外国語大学
ヤンゴン外国語大学（ヤンゴンがいこくごだいがく、ビルマ語：ရန်ကုနနနနနိုွငံခြားဘာသာတက္ကသိုလ်）とは、ミャンマー・ヤンゴンにある国立大学である。
略称はYUFL。
ミャンマーに外国語大学は、マンダレー外国語大学と本学のみである。

## 沿革
ヤンゴン外国語大学は、1964年に設立された外国語学院（IFL）を前身としている。外国語学院は大学教育を修了した者の実践的な外国語能力を習得させるのを目的とした実務校であり、日本語学科、ドイツ語学科、ロシア語学科、フランス語学科の4学科で始まった。
1974年に外国人に対する教育機関としてビルマ語学科を設置した。
1996年10月2日に大学レベルに格上げされヤンゴン外国語大学となり学士課程と修士課程が設置された。

## 組織
学科構成は東洋語5学科、西洋語5学科、社会科学系5学科の、計15学科がある。
社会科学系の5学科は大学全体の教養教育を担当し、学生を取らない。
またビルマ語学科は外国人専用の学科である。
- 日本語学科
- 朝鮮語学科
- 中国語学科
- タイ語学科
- ビルマ語学科
- 英語学科
- ドイツ語学科
- ロシア語学科
- イタリア語学科
- フランス語学科
- 哲学科
- 歴史学科
- 東洋学科
- 言語学科
- 国際関係学科